# Kyjovka
Kyjovka (auch Stupava; deutsch Mühlgraben) ist ein Fluss im Südosten Tschechiens.
Er entspringt bei Staré Hutě und mündet bei Lanžhot als linksseitiger Zufluss in die Thaya.
Die Gesamtlänge beträgt 86,7 km, das Wassereinzugsgebiet 665,8 km².